# Рацьонжек (гміна)
Гміна Рацьонжек (пол. Gmina Raciążek) — сільська гміна у північній Польщі. Належить до Александровського повіту Куявсько-Поморського воєводства.
Станом на 31 грудня 2011 у гміні проживало 3202 особи.

## Площа
Згідно з даними за 2007 рік площа гміни становила 32.89 км², у тому числі:
- орні землі: 84.00%
- ліси: 4.00%

Таким чином, площа гміни становить 6.92% площі повіту.

## Населення
Станом на 31 грудня 2011:
| Опис     | Загалом | Загалом | Чоловіки | Чоловіки | Жінки | Жінки |
| -------- | ------- | ------- | -------- | -------- | ----- | ----- |
| одиниця  | осіб    | %       | осіб     | %        | осіб  | %     |
| все      | 3202    | 100     | 1632     | 50.97    | 1570  | 49.03 |
| міське   | 0       | 100     | 0        |          | 0     |       |
| сільське | 3202    | 100     | 1632     | 50.97    | 1570  | 49.03 |

## Сусідні гміни
Гміна Рацьонжек межує з такими гмінами: Александрув-Куявський, Цехоцинек, Черніково, Конецьк, Нешава, Ваґанець.